# Nyctalus aviator
Nyctalus aviator é uma espécie de morcego da família Vespertilionidae. Pode ser encontrada no Japão, Coreias e Rússia.